# Kanton Stenay
Stenay is een kanton van het Franse departement Meuse. Het kanton maakt deel uit van het arrondissement Verdun.

## Geschiedenis
Door het decreet van 17 februari 2014 werd op 22 maart 2015 het aangrenzende kanton Dun-sur-Meuse opgeheven. Op de gemeente Vilosnes-Haraumont, die werd toegevoegd aan het kanton Clermont-en-Argonne, na werden de gemeenten opgenomen in het kanton Stenay. Hiermee groeide het aantal gemeenten in het kanton van 19 naar 35.

## Gemeenten
Het kanton Stenay omvat tegenwoordig de volgende gemeenten:
- Aincreville
- Autréville-Saint-Lambert
- Baâlon
- Beauclair
- Beaufort-en-Argonne
- Brieulles-sur-Meuse
- Brouennes
- Cesse
- Cléry-le-Grand
- Cléry-le-Petit
- Doulcon
- Dun-sur-Meuse
- Fontaines-Saint-Clair
- Halles-sous-les-Côtes
- Inor
- Lamouilly
- Laneuville-sur-Meuse
- Liny-devant-Dun
- Lion-devant-Dun
- Luzy-Saint-Martin
- Martincourt-sur-Meuse
- Milly-sur-Bradon
- Mont-devant-Sassey
- Montigny-devant-Sassey
- Moulins-Saint-Hubert
- Mouzay
- Murvaux
- Nepvant
- Olizy-sur-Chiers
- Pouilly-sur-Meuse
- Sassey-sur-Meuse
- Saulmory-et-Villefranche
- Stenay
- Villers-devant-Dun
- Wiseppe